# 다케노촌 (후쿠오카현)
다케노촌(竹野村)은 후쿠오카현 우키하군에 있던 촌이다. 현재의 구루메시의 일부에 해당한다.